# Geophaginae
Geophaginae es una subfamilia de peces sudamericanos de la familia Cichlidae con trece géneros.

## Géneros
- Acarichthys
- Apistogramma
- Apistogrammoides
- Biotodoma
- Biotoecus
- Crenicara
- Dicrossus
- Geophagus
- Gymnogeophagus
- Mazarunia
- Microgeophagus
- Satanoperca
- Taeniacara